# 宗欽
宗钦（？—450年），字景若，金城郡（今甘肃省兰州市）人，五胡十六国到北魏学者，后凉太常卿宗燮（字文友）的儿子。
宗钦年少时喜爱学问，作为儒者在河右地区闻名。他侍奉北凉的沮渠蒙逊，担任中书郎、世子洗马。除了上书《东宫侍臣箴》外，还编纂了《蒙逊记》十卷。魏太武帝平定凉州后，宗钦迁居平城，被授予卧树男爵位，加授鹰扬将军，任著作郎。他写信给高允并赠诗，高允也作诗回信，两人诗作的优美之处受到赞誉。太平真君十一年（450年），崔浩被处决，宗钦因受牵连也被处死。他的弟弟宗舒（字景太），侍奉沮渠蒙逊，担任库部郎中，与宗钦一同归顺北魏，被授予句町男爵位，加授威远将军，名声仅次于宗钦。